# 1378 Леонс
1378 Леонс (1378 Leonce) — астероїд головного поясу, відкритий 21 лютого 1936 року.
Тіссеранів параметр щодо Юпітера — 3,524.